# Мечеть Бекет-ата (Огланды)
Мечеть Бекет-ата (каз. Бекет ата мешіті) — культово-мемориальный памятник XVII века в Каракиянском районе Мангистауской области Казахстана, в 61 км на восток-северо-восток от посёлка Сенек, в местности Огланды в районе западного чинка Устюрта.

## Описание
Мечеть вырублена в скале, состоит из пяти округлых в плане камер, в крайней юго-западной устроена михрабная ниша. В куполе северного помещения имеются световые отверстия, в нише развешаны рога архара. Первоначально мечеть являлась пристанищем отшельника Бекета-аты, после смерти он был похоронен здесь же — в нише в северной камере. На крутых склонах вокруг мечети разбросаны многочисленные надгробные сооружения (саганатамы, кулпытасы, койтасы) XIX — начала XX века.

## Изучение и охрана
Из-за труднодоступности культовый комплекс Бекет-ата начал целенаправленно изучаться специалистами только с конца 1960-х годов. Памятник был обследован в 1973 году архитектурной экспедицией под руководством Малгабара Мендикулова (ЦС Общества охраны памятников истории и культуры Казахстана — КазПТИ); в 1978, 1980 годах — экспедициями Министерства культуры КазССР; в 1982 году — экспедиционной группой ЦС ООПИК; в 1996 году — специалистами НИПИ памятников материальной культуры Министерства культуры Казахстана и др.
В 1982 году памятник был включён в список памятников истории и культуры Казахской ССР республиканского значения и взят под охрану государства.
В 1999—2000, 2003 годах на памятнике были проведены ремонтно-консервационные (укрепительные) и реставрационные работы. В 2010—2011 году была проложена автомобильная дорога со стороны Актау.